# Mellbystrand
Mellbystrand est une localité de Suède située dans la commune de Laholm du comté de Halland. Elle couvre une superficie de 2,71 km2. En 2010, elle compte 1 619 habitants.